# Stephen A. Rudd

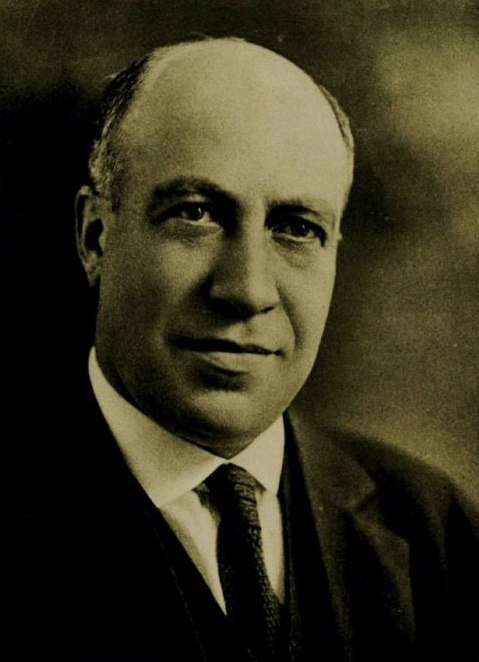
Stephen A. Rudd, 1936

Stephen Andrew Rudd (* 11. Dezember 1874 in Brooklyn, New York; † 31. März 1936 ebenda) war ein US-amerikanischer Jurist und Politiker. Zwischen 1931 und 1936 vertrat er den Bundesstaat New York im US-Repräsentantenhaus.

## Werdegang
Stephen Andrew Rudd wurde ungefähr neun Jahre nach dem Ende des Bürgerkrieges in der damals noch eigenständigen Stadt Brooklyn geboren und wuchs dort auf. In dieser Zeit besuchte er öffentliche Schulen und die New York Preparatory School. Er studierte Jura an der Brooklyn Law School der St. Lawrence University in Brooklyn. Seine Zulassung als Anwalt erhielt er 1914 und begann dann in Brooklyn zu praktizieren. Zwischen 1922 und 1930 war er Mitglied im Board of Aldermen von New York City. Politisch gehörte er der Demokratischen Partei an.
Rudd wurde in einer Nachwahl am 17. Februar 1931 im neunten Wahlbezirk von New York in das US-Repräsentantenhaus in Washington, D.C. gewählt, um dort die Vakanz zu füllen, die durch den Tod von David J. O’Connell entstand. Er wurde zwei Mal in Folge wiedergewählt. Am 31. März 1936 starb er während seiner letzten Amtszeit in Brooklyn und wurde auf dem Evergreen Cemetery beigesetzt.